# Brooklyn Nine-Nine
Brooklyn Nine-Nine ist eine US-amerikanische Comedyserie, die in acht Staffeln zwischen dem 17. September 2013 und 16. September 2021 erstausgestrahlt wurde. Sie wurde von Dan Goor und Michael Schur entwickelt, beide zuvor bereits verantwortlich für die von Schur miterdachte Serie Parks and Recreation.
Die Serie folgt einer Gruppe Detectives im fiktiven 99. Revier des NYPDs in Brooklyn. Es wird deren Arbeitsalltag, aber auch deren Privatleben behandelt. Geführt wird das Revier vom neuen, ehrgeizigen Captain Raymond Holt, der sein Revier zum besten New Yorks machen will. Demgegenüber steht das unorthodoxe und chaotische Detective-Team, allen voran der kindische wie geniale Jake Peralta. Doch sie schaffen es, sich zusammenzuraufen, und werden eine unschlagbare Einheit.

## Hauptfiguren

### Jacob „Jake“ Peralta
Jake Peralta ist der Protagonist der Serie. Unter den Detectives zeichnet er sich durch seine großen Erfolge als Ermittler, gleichzeitig aber auch durch seine alberne Art aus. Er probiert, aus allem ein Spiel zu machen und Spaß zu haben und ist stets optimistisch. Zudem ist er großer Fan der Filmreihe Stirb langsam, die für ihn auch den Grund darstellte, Polizist werden zu wollen. Später kommt er mit Amy zusammen, die er heiratet. Er ist Vater eines Sohnes namens Mac. In der letzten Folge der achten Staffel verlässt er den Polizeidienst, um mehr Zeit mit ihm zu verbringen.

### Raymond Jacob „Ray“ Holt
Holt ist der Captain des 99. Reviers und wie er oft betont der erste schwarze, offen homosexuelle Captain des NYPD. Er ist sehr ehrgeizig und versucht, im Revier deutlich strengere Regeln einzuführen, um die Detectives auf Trab zu halten und deren Erfolgsquote zu steigern. Diese Regeln werden allerdings von den eigensinnigen Detectives, allen voran Jake, immer wieder in Frage gestellt. Trotzdem wird er von allen sehr respektiert und sogar als Vaterfigur angesehen. Am Ende der Staffel 8 verlässt er das 99. und wird Deputy Commissioner of Police Reform.

### Terence „Terry“ Jeffords
Der große und muskulöse Sergeant Terry Jeffords ist der direkte Vorgesetzte der Detectives. Er ist verheiratet und Vater von Zwillingen. Er ist zwar grundsätzlich vernünftiger als seine Kollegen, kann aber auch sehr kindisch sein. Dazu ist er emotional sehr verletzlich und ein absoluter Familienmensch. Er wird anfangs von großer Angst geplagt, im Dienste seiner Polizeiarbeit zu sterben, da seine Töchter so ohne Vater aufwachsen müssten. Seine Frau und er bekommen noch ein weiteres Kind. Jake wird dessen Patenonkel. Später wird er zum Lieutenant befördert. Am Ende der achten Staffel wird Terry der Captain des 99. Reviers.

### Amy Santiago
Detective Amy Santiago ist regelversessen und diszipliniert und stets um die Gunst ihres Captains bemüht. Sie sieht ihn als Mentor und ist genau wie Holt sehr ehrgeizig. Von ihren Kollegen wird sie aufgrund ihres Verhaltens immer wieder aufgezogen. In Staffel 2 kommt sie mit Jake zusammen, den sie später auch heiratet. Des Weiteren wird sie im Verlauf der Serie Sergeant und befehligt in dieser Funktion die „Uniformierten“ des 99. Sie ist die Mutter von Mac. Ende der 8. Staffel wird sie zum Chief befördert. Sie hat 7 Brüder.

### Charles Boyle
Detective Charles Boyle ist der beste Freund von Jake Peralta. Er ist von ihm und dessen Leben besessen und ordnet dem alles unter. Selber ist er charakterlich schwach und macht sich selber anderen gegenüber klein. Darüber hinaus gilt er als Experte der Kulinarik. Zu Beginn der Serie schwärmt er für Rosa, ist allerdings später mit einer anderen Frau zusammen und adoptiert einen lettischen Jungen mit ihr.

### Rosa Diaz
Im Gegensatz zu ihrem Kollegen Charles ist Detective Rosa Diaz sehr selbstsicher und tough, mitunter auch offensiv in ihrem Verhalten. Sie kann Gefühle schwer ertragen oder zeigen. Über ihr Privatleben und ihre Vergangenheit ist so gut wie nichts bekannt. Allerdings ist sie sehr loyal und immer für ihre Freunde da. In Staffel 5 outet sie sich als bisexuell. Nach der Tötung George Floyds verlässt sie das NYPD und arbeitet als Privatdetektivin.

### Regina „Gina“ Linetti
Außerdem zur Abteilung gehört Gina Linetti, die zivile Administratorin sowie Assistentin Holts. Sie hält sich für eine begnadete Tänzerin und allgemein für einen Menschen, der alles kann. Sie ist sehr herablassend gegenüber ihren Polizistenkollegen; ihrer Meinung nach verkennen diese ihre vielseitigen Talente. Mit ihrer unkonventionellen Art hilft sie diesen aber auch das ein oder andere Mal in schwierigen Situationen. In Staffel 6 verlässt Gina das Revier, um ihre Träume zu leben und Größeres zu erreichen.

### Norman „Norm“ Scully und Michael Hitchcock
Die beiden sind die dienstältesten Detectives im Revier und gelten als Außenseiter. Sie sind faul, verfressen und meist inkompetent. Den größten Teil ihrer Zeit verbringen sie im Schreibtischdienst. Der naive Scully kann seine Kollegen immer wieder mit ungeahnten Talenten verblüffen. Hitchcock denkt selbst über sich, er sei cool und beliebt – seine Kollegen sind allerdings meist von ihm abgestoßen. Nach Ginas Ausscheiden werden die beiden mehr und mehr von Neben- zu Hauptfiguren.

## Besetzung und Synchronisation

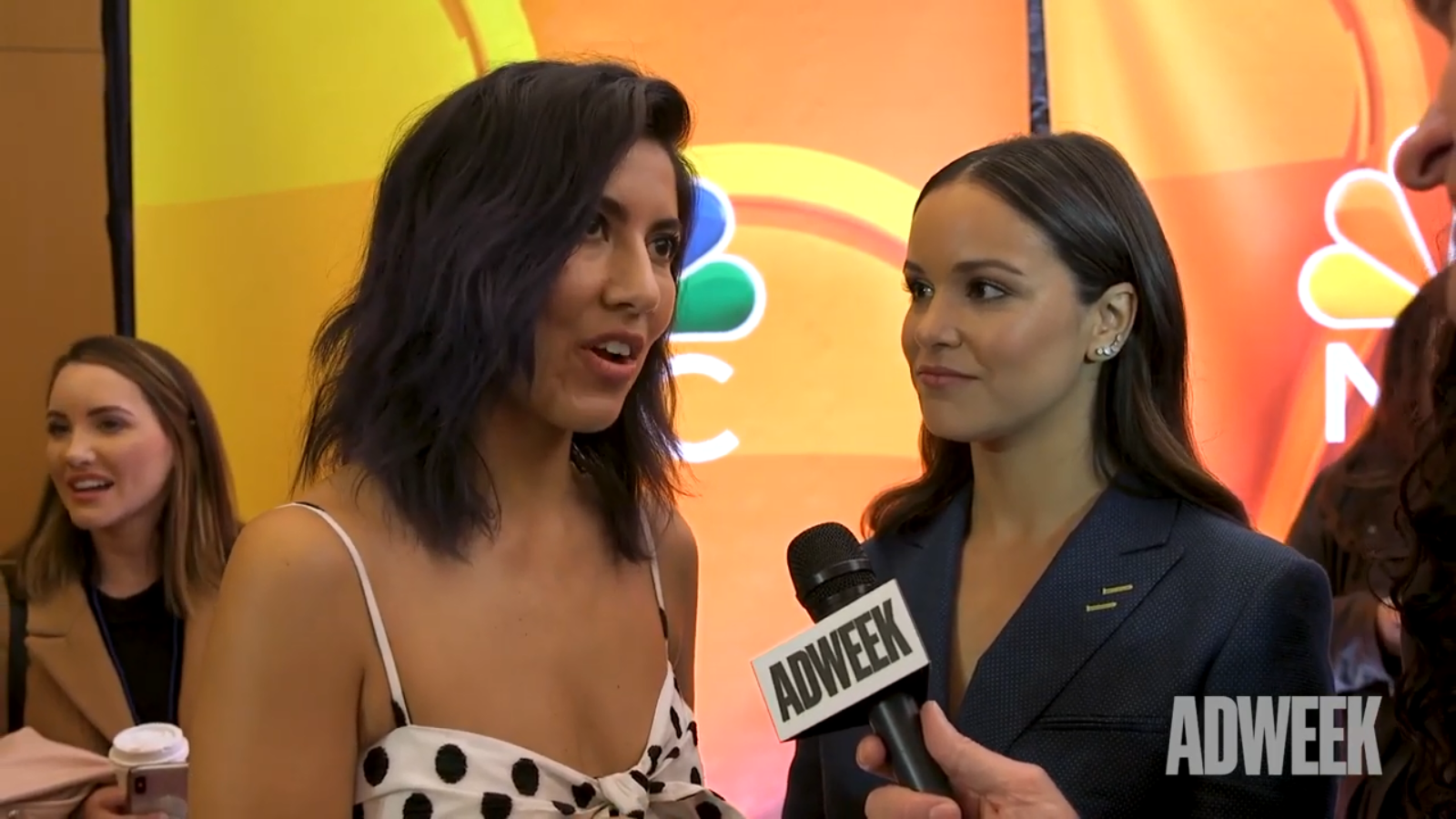
Melissa Fumero (rechts) mit Stephanie Beatriz (links), 2019

Für das Dialogbuch zeichnet Holger Twellmann verantwortlich. Dialogregie führt Oliver Schwiegershausen. Die deutsche Synchronfassung wird von der Arena Synchron in Berlin produziert.

### Hauptbesetzung
| Rollenname                                             | Schauspieler         | Hauptrolle | Nebenrolle      | Synchronsprecher                               |
| ------------------------------------------------------ | -------------------- | ---------- | --------------- | ---------------------------------------------- |
| Detective Jacob „Jake“ Peralta                         | Andy Samberg         | 1.01–8.10  |                 | Marius Clarén                                  |
| Detective Rosalita „Rosa“ Diaz                         | Stephanie Beatriz    | 1.01–8.10  |                 | Maja Maneiro                                   |
| Detective Lieutenant Terrence „Terry“ Vincent Jeffords | Terry Crews          | 1.01–8.10  |                 | Matti Klemm                                    |
| Sergeant Amy Santiago                                  | Melissa Fumero       | 1.01–8.10  |                 | Magdalena Turba                                |
| Detective Charles Boyle                                | Joe Lo Truglio       | 1.01–8.10  |                 | Axel Malzacher                                 |
| Administrator Regina „Gina“ Linetti                    | Chelsea Peretti      | 1.01–6.04  | 6.15, 8.09–8.10 | Bianca Krahl                                   |
| Captain Raymond Jacob „Ray“ Holt                       | Andre Braugher       | 1.01–8.10  |                 | Leon Boden (1.01–7.05) Matthias Klie (ab 7.06) |
| Detective Michael Hitchcock                            | Dirk Blocker         | 2.01–8.10  | 1.01–1.22       | Lutz Schnell                                   |
| Detective Norman „Norm“ Scully                         | Joel McKinnon Miller | 2.01–8.10  | 1.01–1.22       | Hans Hohlbein                                  |

### Nebenbesetzung
| Rollenname                                           | Schauspieler            | Nebenrolle (Episoden)                                                                                   | Synchronsprecher                                                                          |
| ---------------------------------------------------- | ----------------------- | --- | ----------------------------------------------------------------------------------------- |
| Mlepnos (auch Melipnos oder Mlepclaynos geschrieben) | Fred Armisen            | 1.01, 1.15, 5.22, 8.10                                                                                  | Jörg Pintsch                                                                              |
| Deputy Commissioner Podolski                         | James M. Connor         | 1.02, 1.22                                                                                              | Erich Räuker                                                                              |
| Keith „Der Geier“ Pembroke                           | Dean Winters            | 1.05, 1.15, 3.01–3.02, 3.04, 3.10, 5.06, 6.17–6.18                                                      | Peter Flechtner                                                                           |
| Zeke                                                 | Jamal Duff              | 1.07, 2.07, 3.10                                                                                        | Tilo Schmitz                                                                              |
| Savant                                               | Allen Evangelista       | 1.09, 2.07                                                                                              | Nico Sablik                                                                               |
| Fire Marshal Boone                                   | Patton Oswalt           | 1.09, 1.15                                                                                              | Jens Wawrczeck                                                                            |
| Hank                                                 | Kevin Dorff             | 1.10, 2.04, 2.18, 4.07, 4.15, 6.05                                                                      |                                                                                           |
| Doug Judy                                            | Craig Robinson          | 1.12, 2.10, 3.13, 4.11–4.12, 5.13, 6.05, 7.08, 8.05                                                     | Jan-David Rönfeldt (1.12, 2.10, 3.13, 4.11–4.12, 5.13, 6.05, 8.05); Tobias Schmitz (7.08) |
| Sharon Jeffords                                      | Merrin Dungey           | 1.13, 2.13, 3.05, 3.08, 3.10                                                                            | Claudia Gáldy                                                                             |
| Vivian Ludley                                        | Marilu Henner           | 1.16–1.17, 1.19–1.20, 1.22                                                                              | Arianne Borbach                                                                           |
| Kevin Cozner                                         | Marc Evan Jackson       | 1.16, 2.05, 2.11, 2.16–2.17, 2.20, 3.09, 4.08, 5.07, 5.12, 6.12–6.13, 6.16, 7.12, 8.02, 8.04, 8.07–8.08 | Oliver Feld                                                                               |
| Detective Lohank                                     | Matt Walsh              | 1.18, 3.06, 4.04                                                                                        | Frank Röth                                                                                |
| Teddy Wells                                          | Kyle Bornheimer         | 1.19, 1.21, 2.09, 4.13, 5.22, 7.12, 8.10                                                                | Dennis Schmidt-Foß                                                                        |
| Madeline Wuntch                                      | Kyra Sedgwick           | 2.02–2.03, 2.05, 2.14, 2.22–3.01, 3.04, 6.17–6.18, 7.07                                                 | Ghadah Al-Akel                                                                            |
| Sophia Perez                                         | Eva Longoria            | 2.06, 2.09, 2.14–2.15                                                                                   | Shandra Schadt                                                                            |
| Lynn Boyle                                           | Stephen Root            | 2.06, 2.10, 2.14, 2.17                                                                                  | Bodo Wolf                                                                                 |
| Darlene Linetti                                      | Sandra Bernhard         | 2.06, 2.10, 2.17                                                                                        | Sabine Arnhold                                                                            |
| Marcus                                               | Nick Cannon             | 2.11–2.12, 2.17, 2.20, 2.23, 3.06                                                                       | Bastian Sierich                                                                           |
| Geoffrey Hoytsman                                    | Chris Parnell           | 2.14, 2.19                                                                                              | Johannes Berenz                                                                           |
| Captain Roger Peralta                                | Bradley Whitford        | 2.18, 3.14, 5.07, 7.10                                                                                  | Robert Missler (2.18, 3.14), Tobias Lelle (ab 5.07)                                       |
| Captain Seth Dozerman                                | Bill Hader              | 3.01 | Timmo Niesner                                                                             |
| Genevieve Mirren-Carter                              | Mary Lynn Rajskub       | 3.03, 3.05, 3.11, 3.22, 4.10                                                                            | Susanne Geier                                                                             |
| Karen Peralta                                        | Katey Sagal             | 3.14, 5.07                                                                                              | Traudel Haas                                                                              |
| Adrian Pimento                                       | Jason Mantzoukas        | 3.17–3.20, 4.06–4.07, 4.21, 5.03, 5.18, 7.03, 8.09                                                      | Jaron Löwenberg                                                                           |
| Maura Figgis                                         | Aida Turturro           | 3.21–3.22                                                                                               | Silvia Mißbach                                                                            |
| Bob Anderson                                         | Dennis Haysbert         | 3.22–3.23                                                                                               | Ingo Albrecht                                                                             |
| US Marshal Karen Haas                                | Maya Rudolph            | 4.01–4.02                                                                                               | Daniela Hoffmann                                                                          |
| Sheriff Reynolds                                     | Jim O’Heir              | 4.02–4.03                                                                                               | Detlef Bierstedt                                                                          |
| Captain Jason „C. J.“ Stentley                       | Ken Marino              | 4.02–4.03, 4.09, 6.17–6.18                                                                              | Sascha Rotermund                                                                          |
| Nikolaj Boyle                                        | Antonio Raul Corbo      | 4.04, 4.06, 4.10, 6.10, 6.15, 7.07, 7.15                                                                | Matti Pillmann                                                                            |
| William „Bill“ Hummertrout                           | Winston Story           | 4.05, 5.04, 5.16, 6.16, 7.11, 8.09–8.10                                                                 | Gerrit Hamann                                                                             |
| Victor Santiago                                      | Jimmy Smits             | 4.07, 5.07                                                                                              | Matthias Klie                                                                             |
| D.C. Parlov                                          | Fred Melamed            | 4.08, 5.08                                                                                              | Axel Lutter                                                                               |
| George Judy                                          | Charles Baker           | 4.12 | Daniel Montoya                                                                            |
| Veronica Hopkins                                     | Kimberly Hébert Gregory | 4.13–4.14                                                                                               | Almut Zydra                                                                               |
| Cindy Shatz                                          | Audrey Wasilewski       | 4.17 | Peggy Sander                                                                              |
| Laverne Holt                                         | L. Scott Caldwell       | 4.19 | Regina Lemnitz                                                                            |
| Lieutenant Melanie Hawkins                           | Gina Gershon            | 4.20–4.22, 5.02                                                                                         | Heide Domanowski                                                                          |
| Caleb                                                | Tim Meadows             | 5.01–5.02, 6.17, 8.09                                                                                   | Fritz Rott                                                                                |
| Seamus Murphy                                        | Paul Adelstein          | 5.02, 5.11–5.12                                                                                         | Tobias Kluckert                                                                           |
| Camila Santiago                                      | Bertila Damas           | 5.07, 6.09                                                                                              | Iris Artajo                                                                               |
| Oscar Diaz                                           | Danny Trejo             | 5.10 | Jan Spitzer                                                                               |
| Trudy Judy                                           | Nicole Byer             | 6.05, 7.08, 8.05                                                                                        | Cornelia Waibel                                                                           |
| Debbie Fogle                                         | Vanessa Bayer           | 7.01, 7.04–7.05                                                                                         | Friederike Walke                                                                          |
| Frank O’Sullivan                                     | John C. McGinley        | 8.01, 8.03, 8.06, 8.08                                                                                  | Bernd Vollbrecht                                                                          |

### Gastauftritte
- Stacy Keach (Episode 1.08) – als Jimmy Brogan, Krimiautor aus den 70ern
- Adam Sandler (Episode 1.15) – als er selbst, Gast bei einer Auktion
- Joe Theismann (Episode 1.15) – als er selbst, Gast bei einer Auktion
- Ed Helms (Episode 2.08) – als Jack Danger, Chefermittler des US-Postdienstes
- Nick Offerman (Episode 3.08) – als Frederick, Captain Holts Ex-Freund
- Neil deGrasse Tyson (Episode 3.09) – als er selbst, Trainingspartner von Terry
- Oscar Nuñez (Episode 3.12) – als Dr. Porp, der Arzt, der Mumps diagnostiziert
- Rhea Perlman (Episode 4.01) – als Estelle, Mitglied einer Walking-Gruppe
- Eric Roberts (Episode 4.03) – als Jimmy „The Butcher“ Figgis
- Marshawn Lynch (Episode 4.11) – als er selbst, Zeuge
- Nathan Fillion (Episode 4.14) – als Mark Devereaux, Schauspieler in einer Kriminalserie
- Reginald VelJohnson (Episode 5.19) – als er selbst, Überraschungsauftritt für Jakes Junggesellenabschied
- Lin-Manuel Miranda (Episode 6.09) – als David Santiago, Amys Bruder
- Mark Cuban (Episode 7.08) – als er selbst, Verleiher eines Privatjets

## Episoden mit Austragung des „Halloween-Coups“
In jeder Staffel gibt es eine spezielle Halloween-Folge, in der der sogenannte „Halloween-Coup“ (Original: Halloween Heist) ausgetragen wird.
Was in der ersten Staffel mit einer Wette zwischen Jake Peralta und Captain Holt beginnt, entwickelt sich in den folgenden Staffeln zu turbulenten Wettbewerben unter den Hauptakteuren der Serie. Diese kämpfen um den Titel „Ultimativer Detektiv/Genie“ bzw. ab Staffel 4 „Ultimativer Mensch/Genie“. Dabei organisieren die Teilnehmer mitunter aufwendige Ablenkungsmanöver und spielen sich teils rücksichtslos und auf absurde Weise gegeneinander aus. Der Gewinner wird zum Abschluss der jeweiligen Folge in ihrer Stammkneipe ausgezeichnet.
In diesen Episoden wird der „Halloween-Coup“ ausgetragen:
- Staffel 1, Episode 6
- Staffel 2, Episode 4
- Staffel 3, Episode 5
- Staffel 4, Episode 5
- Staffel 5, Episode 4
- Staffel 6, Episode 16
- Staffel 7, Episode 11
- Staffel 8, Episoden 9 und 10 (Serienfinale)

## Produktion und Ausstrahlung
Am 8. Mai 2013 bestellte der Sender Fox 13 Folgen der Serie Brooklyn Nine-Nine, die im Single-Kamera-Stil gedreht wird. Am 18. Oktober 2013 wurde schließlich die Bestellung einer vollen 22 Folgen umfassenden Staffel bekanntgegeben.
Im März 2014 erhielt die Serie eine frühzeitige Verlängerung um eine zweite Staffel. Im Januar des darauffolgenden Jahres wurde die dritte Staffel bestellt.
Am 12. Mai 2017 verlängerte Fox die Serie um eine fünfte Staffel. Deren Ausstrahlung begann am 26. September 2017. Am 10. Mai 2018 setzte Fox die Serie jedoch nach fünf Staffeln ab. Nur einen Tag später gab NBC – Schwestersender des produzierenden Studios Universal Television – bekannt, die Serie zu übernehmen. Durch den Sender wurde die Serie schließlich für eine mindestens 13 Folgen umfassende sechste Staffel verlängert. Am 27. Februar 2019 gab NBC die Verlängerung um eine siebte Staffel bekannt, am 14. November 2019 wurde bekannt, dass NBC auch eine achte Staffel in Auftrag gibt.
In Österreich, Deutschland und der Schweiz sind alle acht Staffeln auf Netflix abrufbar. Im österreichischen Free TV ist die Serie seit dem 22. August 2015 auf ORF eins zu sehen. Die deutschen TV-Rechte hat sich die Mediengruppe RTL Deutschland gesichert. Die erste Episode wurde am 13. Oktober 2015 auf dem Sender RTL Nitro ausgestrahlt. Die Ausstrahlung der vierten Staffel begann hier am 2. August 2017, die der fünften Staffel am 26. September 2019. Stand 2021 liegen die Rechte in Deutschland bei ProSiebenSat.1 Media.
Des Weiteren ist die Serie bei der Streaming-Plattform Joyn verfügbar.
Am 11. Februar 2021 wurde bekannt, dass die achte Staffel die letzte sein wird. Angesichts der Tötung von George Floyd und den folgende Protesten im Mai 2020 wurde die achte Staffel, obwohl bereits Drehbücher für vier Episoden existierten, neu geschrieben, um auf aktuelle Problematiken zu reagieren.

## Rezeption
Brooklyn Nine-Nine erhielt durchweg positive Kritiken; auf Rotten Tomatoes erreicht die Serie eine Bewertung von 89 Prozent. Sie sei eine sympathische und intelligent geschriebene Polizeiserie, die vom überraschend wirkungsvollen Miteinander von Samberg und Braugher profitiere. Ein Kritiker bemerkt, dass mit Brooklyn Nine-Nine die beste Fox-Sitcom direkt im Anschluss an die schlechteste – Dads – ausgestrahlt werde. Auf der Plattform IMDb erreicht Brooklyn Nine-Nine einen Score von 8,4 bei über 325.000 Bewertungen.
Bei den Golden Globe Awards 2014 wurden Brooklyn Nine-Nine als Beste Serie – Komödie oder Musical sowie Andy Samberg als Bester Serien-Hauptdarsteller – Komödie oder Musical ausgezeichnet. Samberg erhielt zudem eine Nominierung als Favorite Actor in a New TV Series bei den People’s Choice Awards 2014.
Brooklyn Nine-Nine wurde aufgrund der wohlwollenden Darstellung mit Polizisten als trotteligen, wohlmeinenden Helden als Copaganda kritisiert. Die Diversität in der Besetzung wurde dagegen gelobt, durch sie könnten Fehler im Justizsystem angesprochen werden.